# Eugen Theodor Drobisch
Eugen Theodor Drobisch (* 11. Juni 1839 in Augsburg; † 30. Januar 1901 in Osnabrück) war ein deutscher Komponist und Kapellmeister.

## Leben
Drobisch stammte aus Bayern und wuchs in der Stadt Augsburg auf, wo sein Vater Karl Ludwig Drobisch (* 24. Dezember 1803; † 20. August 1854) als Komponist wirkte. Er befasste sich intensiv mit der mathematischen Bestimmung der Tonhöhenverhältnisse und veröffentlichte zahlreiche Werke zu diesem Problem. Dadurch nahm er großen Einfluss auf die zeitgenössische Musik. Bereits in frühen Jugendjahren führte er seinen Sohn Eugen Theodor an diese Problematik heran und weckte bei diesem das Interesse an Musik und dem Komponieren.
Nach seiner Schul- und Musikausbildung wirkte Eugen Theodor als freischaffender Komponist und Kapellmeister u. a. in Landau, Minden und Rotterdam.
Sein bedeutendstes Stück war die Oper Treuhold und sein Sang. Diese wurde erstmals im Jahre 1862 im Hoftheater in Meiningen aufgeführt.
Eugen Theodor Drobisch ist nicht mit dem Schauspieler und Schriftsteller Gustav Theodor Drobisch zu verwechseln, der etwa zeitgleich im Königreich Sachsen wirkte und auch Libretti verfasste. Im Unterschied zu diesen war sein Rufname Eugen.

## Werke (Auswahl)
- Treuhold und sein Sang. 1862.